# 29620 Gurbanikaur
29620 Gurbanikaur è un asteroide della fascia principale. Scoperto nel 1998, presenta un'orbita caratterizzata da un semiasse maggiore pari a 2,2833395 UA e da un'eccentricità di 0,1181974, inclinata di 3,77675° rispetto all'eclittica.